# Laura Oroz Ulibarri
Laura Oroz Ulibarri (Torrelavega, Cantabria, 1975) es una diplomática española. Es embajadora de España en Chile (desde 2025). 

## Carrera diplomática
Tras licenciarse en Derecho, ingresó en la Escuela diplomática (2004).
Ha estado destinado en las Embajadas de España en: Abuya (Nigeria, 2006-2008), Nueva Delhi (India, 2008-2011), Hanói (Vietnam, 2011-2013) y Ciudad de Panamá (Panamá, 2013), y fue cónsul general en Santiago de Chile (2019-2021).
En el Ministerio de Asuntos Exteriores, Unión Europea y Cooperación - MAEUEC (Madrid) ha trabajado en: la Consejería técnica de Cooperación con Asia (2013) y con África Subsahariana (2014). Ha sido jefa de la Unidad de Apoyo en la Dirección de Cooperación con América Latina y el Caribe (2015-2017), jefa del Departamento de Cooperación con Países Andinos y el Cono Sur (2017-2019) y directora de Cooperación con América Latina y el Caribe (2021-2025).